# Boksburg
Boksburg ist eine Stadt in der Metropolgemeinde Ekurhuleni, in der südafrikanischen Provinz Gauteng. Sie liegt 20 Kilometer östlich von Johannesburg in 1600 Metern Höhe über dem Meeresspiegel. 2011 hatte Boksburg 260.321 Einwohner und ist seit Ende des 19. Jahrhunderts das Zentrum des umfangreichen Kohle- und Goldabbaus in dieser Gegend.

## Geographische Lage
Boksburg liegt nahe dem östlichen Witwatersrand. Westlich von Boksburg liegen die Städte Germiston und, weiter westlich, Johannesburg. Östlich von Boksburg liegen mit zunehmender Entfernung die Städte Benoni, Brakpan und Springs.

## Geschichte
Boksburg wurde 1887 zur Verwaltung des Bergbaus in den umliegenden Minen gegründet. Benannt ist die Stadt nach W. Eduard Bok, dem Staatssekretär der Südafrikanischen Republik von 1881 bis 1889. Stadtrecht erhielt sie 1903.
In der Stadt hatten bzw. haben mehrere Automobilhersteller ihren Sitz. Ehemals war hier das aufgelöste Unternehmen Kit Car Centre ansässig. Zudem hat der ehemalige VW-Zulieferer Volkspares, der nun eigenständig ist, hier seinen Sitz.
Am Morgen des 24. Dezember 2022 ereignete sich im Wohnvorort Plantation eine schwere Brandkatastrophe durch die Explosion eines mit Flüssiggas befüllten Tankfahrzeugs. Das Fahrzeug explodierte bei der Unterquerung einer Eisenbahnbrücke (Unfallort). Bei diesem Ereignis wurden mindestens 9 Menschen getötet und zahlreiche, teilweise schwer verletzt. Mehrere Wohnhäuser wurden beschädigt oder zerstört. Das unmittelbar angrenzende Krankenhaus OR Tambo Memorial Hospital wurde durch die Explosion so stark in Mitleidenschaft gezogen, dass es keine Verletzten aufnehmen konnte.

## Verkehr
Boksburg liegt an der Fernstraße N12.

## Wirtschaft
In Boksburg gibt es einen Industriestandort für Produkte des in- und ausländischen Munitionsbedarfs, der seit 1996 zum staatlichen Rüstungskonzern Denel gehörte und 2008 vom in Südafrika ansässigen Rheinmetall-Konzernbereich Rheinmetall Denel Munition (RDM) übernommen wurde.

## Söhne und Töchter der Stadt
- Arthur Riley (1903–1984), Fußballspieler
- Molly Lamont (1910–2001), britische Filmschauspielerin
- Daphne Rooke (1914–2009), Schriftstellerin
- Jamie Uys (1921–1996), Filmregisseur, Produzent, Drehbuchautor und Filmeditor
- John McDowell (* 1942), Philosoph
- Glenys Lynne (* 1945), südafrikanische Sängerin
- Gerrie Coetzee (1955–2023), Schwergewichtsboxer und WBA-Weltmeister
- Glenda Gray (* 1962), Ärztin, Wissenschaftlerin und Aktivistin
- Alun Jones (* 1980), australischer Tennisspieler
- Bernard Parker (* 1986), Fußballspieler und WM-Teilnehmer
- Joshua van Wyk (* 1998), Radrennfahrer